# Prasium majus
Prasium majus – gatunek rośliny z rodziny jasnotowatych reprezentujący monotypowy rodzaj Prasium. Występuje na wyspach Makaronezji (Kanaryjskich i Maderze) oraz w obszarze śródziemnomorskim (w Afryce od Maroka po Egipt, w Europie od Portugalii po Grecję i w zachodniej Azji od Palestyny po Azję Mniejszą i Cypr). 
Rośnie w formacjach zaroślowych w garigu i makii, wśród innych krzewów i skał, często też wzdłuż skrajów pól i sadów oliwnych, na przydrożach i przy starych murach, także na wydmach i w widnych lasach. Zwykle w pobliżu wybrzeży. Kwitnie w zależności od obszaru od stycznia lub lutego do maja lub czerwca.

## Morfologia
PokrójZimozielony, nieregularnie i gęsto rozgałęziony krzew osiągający zwykle do 1 m wysokości, o pędach prosto wzniesionych, czasem wspinających się i sięgających wówczas do 4 m wysokości. Roślina naga lub słabo owłosiona, włoski pojedyncze.
LiścieNaprzeciwległe, długoogonkowe, pojedyncze. Dolne o nasadzie sercowatej, górne – uciętej. Blaszka o długości od 2 do 5 cm, ciemnozielona, błyszcząca, ząbkowana i ostro zakończona.
KwiatyZebrane w wierzchotki po dwa, czasem pojedyncze tworzące w szczytowych odcinkach pędów luźne, groniaste kwiatostany złożone. Przysadki wyrastają u nasady szypułek, są podobne kształtem do liści, ale mniejsze. Kielich lekko dwuwargowy, z 5 łatkami zakończonymi ostką, 10-nerwowy. Korona kwiatu biała lub bladoliliowa o długości od 17 do 23 mm. Górna warga wypukła, dolna trójłatkowa, z szerszą łatką środkową. Wewnątrz gardzieli z pierścieniem włosków. Pręciki nie wystają poza koronę. Szyjka słupka rozwidlona, z ramionami znamienia podobnej długości.
OwoceZaokrąglone na szczycie, nagie i mięsiste rozłupki, przez co przypominają pestkowce. Po dojrzeniu barwy czarnej. Rozwijają się po cztery w szeroko dzwonkowatym, powiększającym się w czasie owocowania kielichu osiągającym wówczas do 2,5 cm długości.

## Systematyka
Pozycja systematyczna
Gatunek i rodzaj z rodziny jasnotowatych (Lamiaceae), a w jej obrębie z podrodziny Lamioideae i plemienia Stachydeae.